# 鹽水八角樓

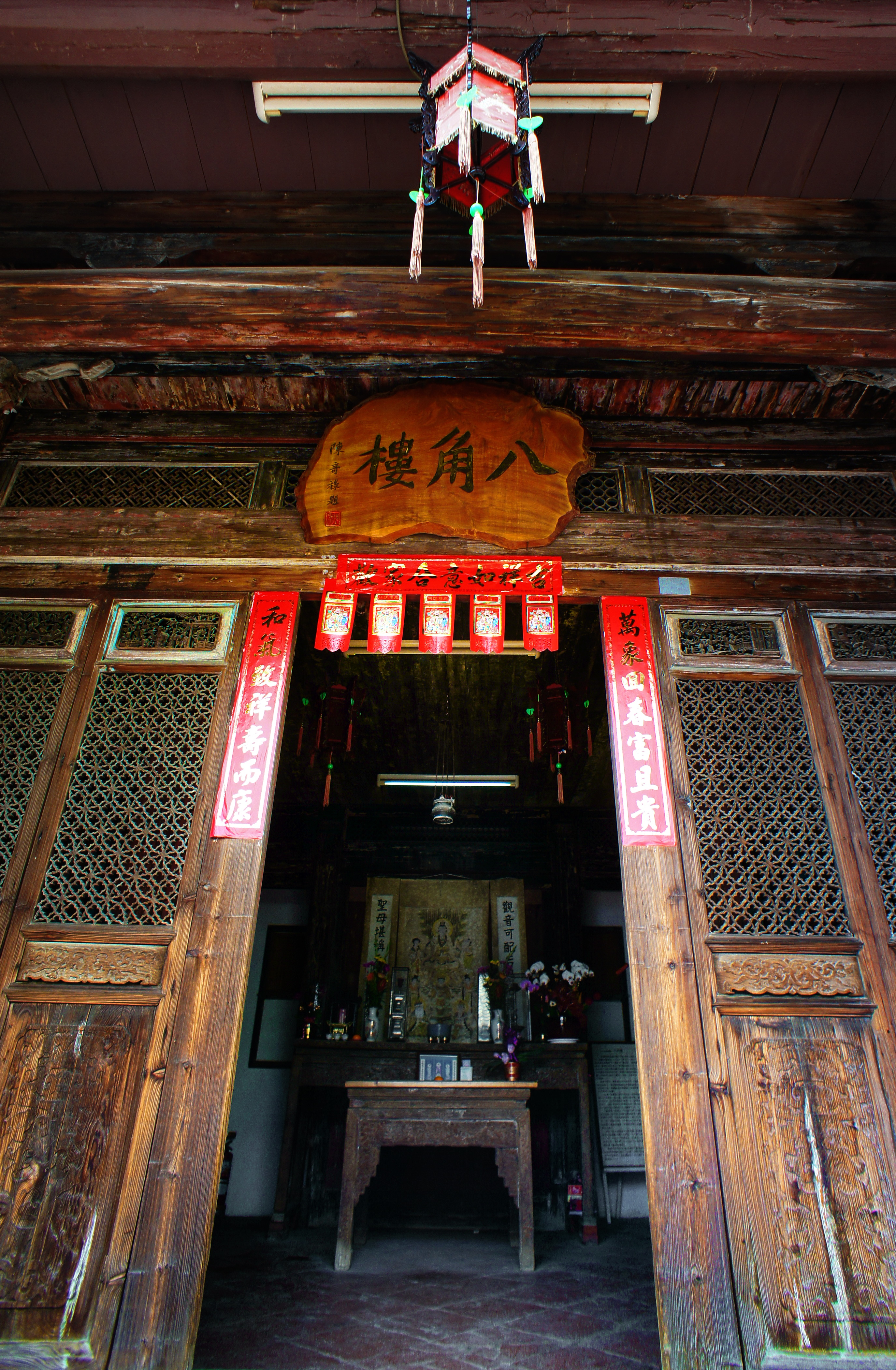
鹽水八角樓

鹽水八角樓位於臺灣臺南市鹽水區，為鹽水葉家大宅的第三進部分，日治時期便已依「史蹟名勝天然紀念物保存法」以「伏見宮貞愛親王御遺跡」的名義指定為史蹟，戰後於民國九十二年（2003年）年5月27日公告為歷史建築，民國九十八年（2009年）年5月11日公告為古蹟。該建築曾入選為臺南縣歷史建築十景與臺灣歷史建築百景（第7名）之一。

## 沿革

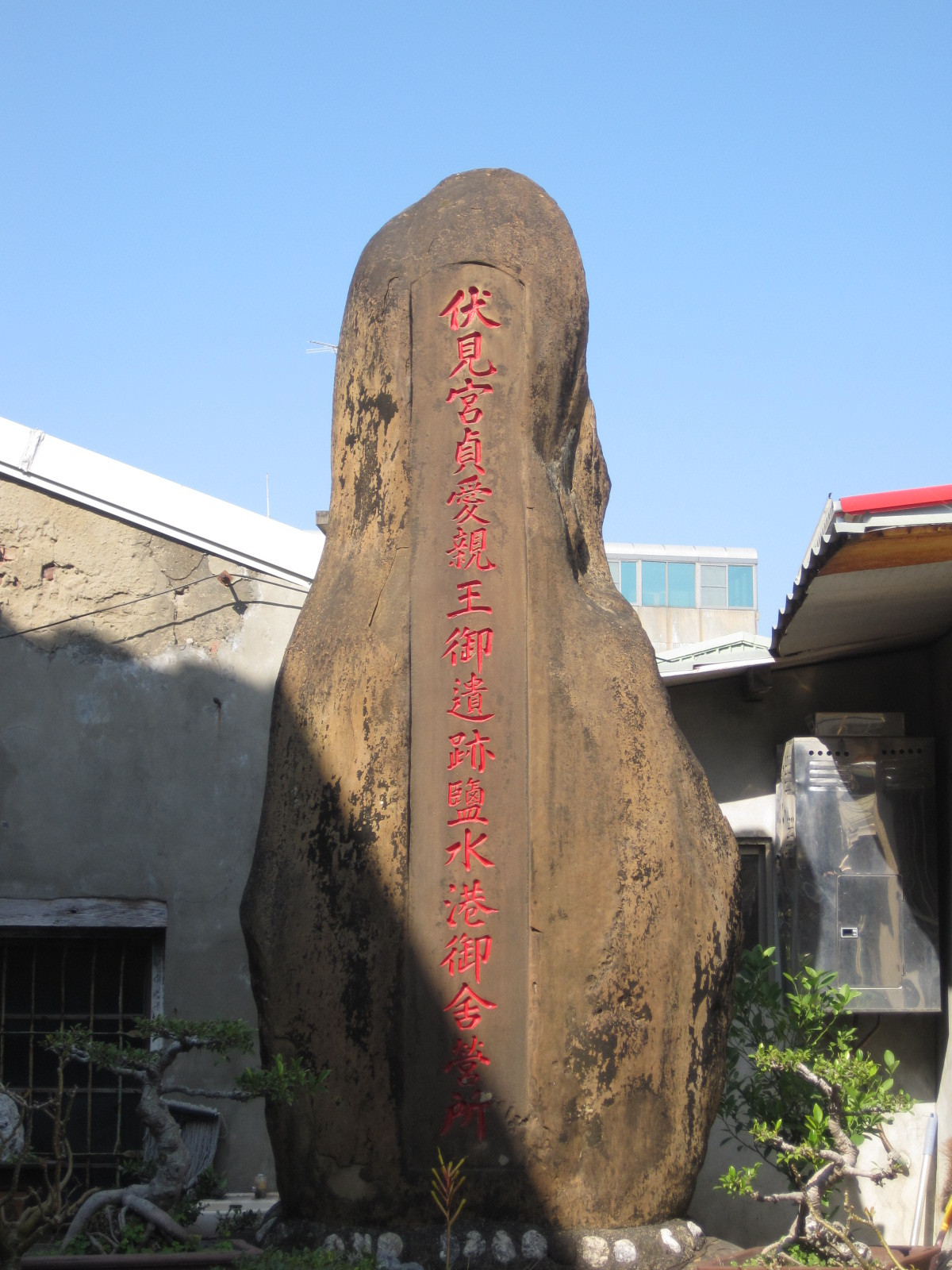
「伏見宮貞愛親王御遺跡鹽水港御舍營所」紀念碑

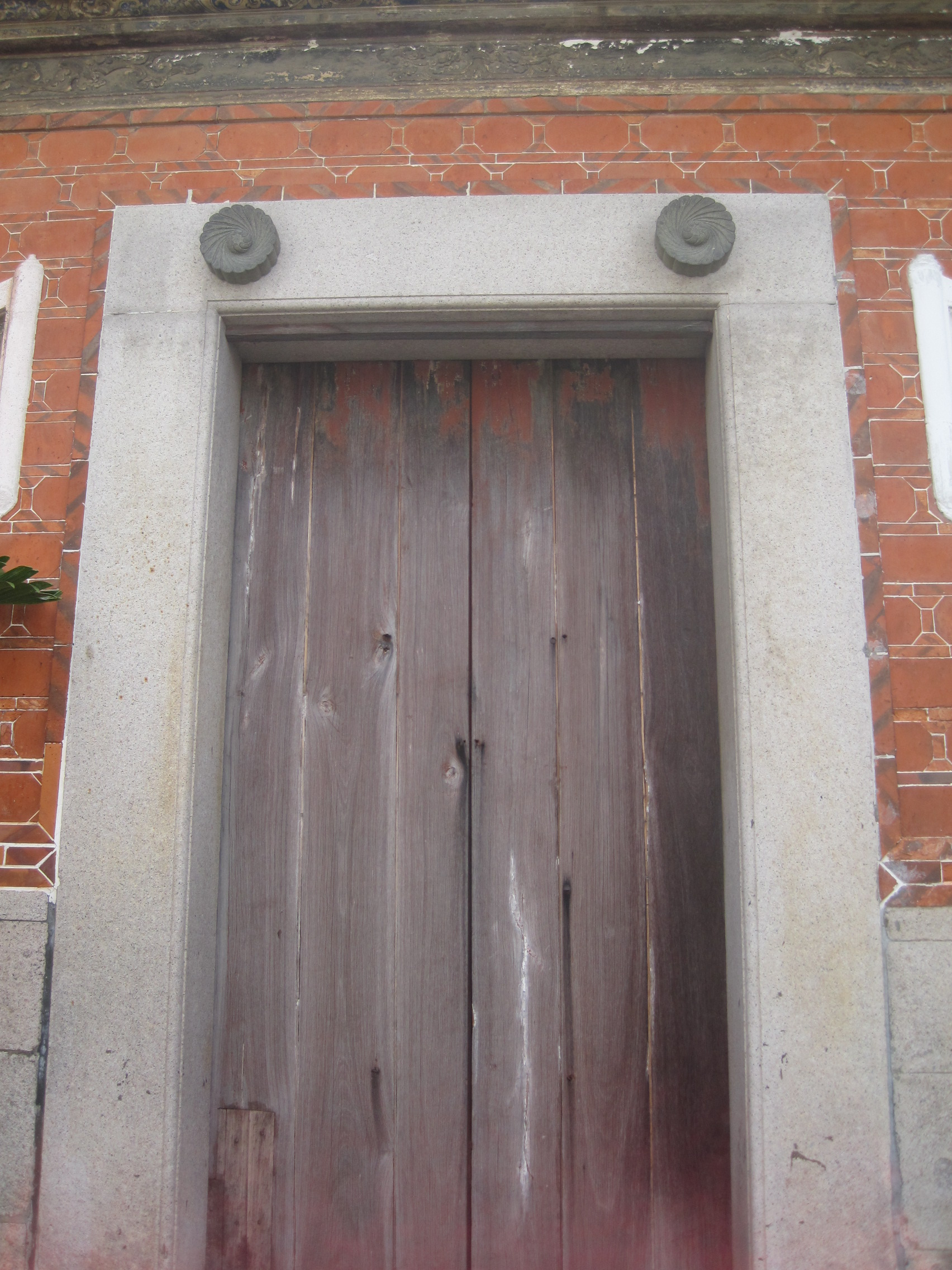
鹽水八角樓後門

鹽水八角樓建於清道光二十七年（1847年），是鹽水糖郊富商葉開鴻與其長子葉瑞西等人聘請唐山師傅來臺耗時十年才完工，建材則是來自中國大陸的福州杉、磚瓦與石條。最初是一間兼作葉連成商號辦公處的三進大廈，北側還建有茶房，屋後則有花園。
1895年乙未戰爭時，日本伏見宮貞愛親王率領混成第4旅團約15000多名日軍於10月10日登陸嘉義布袋口，與林德謙所率領的一營約500名黑旗軍及麻豆談少宗所率之300多人發生戰鬥，此時鹽水港街（鹽水之舊稱）則在葉瑞西與鄉紳翁煌南的率領下支援3000名義勇，但後來臺灣義勇不敵日軍而潰敗，談少宗敗走，而翁煌南與葉瑞西則先後請降。10月12日時日軍攻入鹽水港後，伏見宮貞愛親王將八角樓作為下榻處與指揮所直到10月18日為止。日治後期，葉家宅邸在昭和十年（1935年）因市街改正而拆除了第一進部分，改為水泥樓房，而這批樓房在二次大戰時於1945年6月中旬的轟炸中被炸毀。之後在昭和十七年（1942年）時由於日本政府計畫將八角樓改為「伏見宮貞愛親王紀念館」，所以將葉家後代遷走，並拆除第二進部分，於庭中豎立「伏見宮貞愛親王御遺跡鹽水港御舍營所」石碑紀念。該項工程於隔年完工，耗資3萬多圓，平時有士兵站崗，路過民眾須脫帽行禮，騎車者亦得下車以示尊敬。
二次大戰之後，八角樓歸還葉家，紀念石碑則以水泥抹去字跡，後來水泥剝落，字跡因而現出。2010年3月4日受甲仙地震影響，結構受損，需要修復。

## 建築特色
葉家大宅坐西朝東，第一進原為俗稱「樓半」的店面建築，即是樓高兩層，但第二層高度並不高的建築形式。第二進為三開間一條龍式的閩南建築，為祭祀祖先的花廳。第二進被拆除後，建材被翁鍾五買下，照原樣重建於鹽水武廟附近。
第三進即是現存的鹽水八角樓，為臺灣少見的樓閣宅第，其木結構採用福州杉，一、二樓之間是用十二之大木杉貫穿支撐。二樓部分是用木造迴廊做出八角形，屋頂則採用歇山式，內部空間則與一樓一樣為一廳四房。一樓正面為木造，而後面牆壁的上半部為磚牆，下半部則為石條。此外在後門門額上有18瓣菊花飾，為日本皇室的象徵。

## 圖片

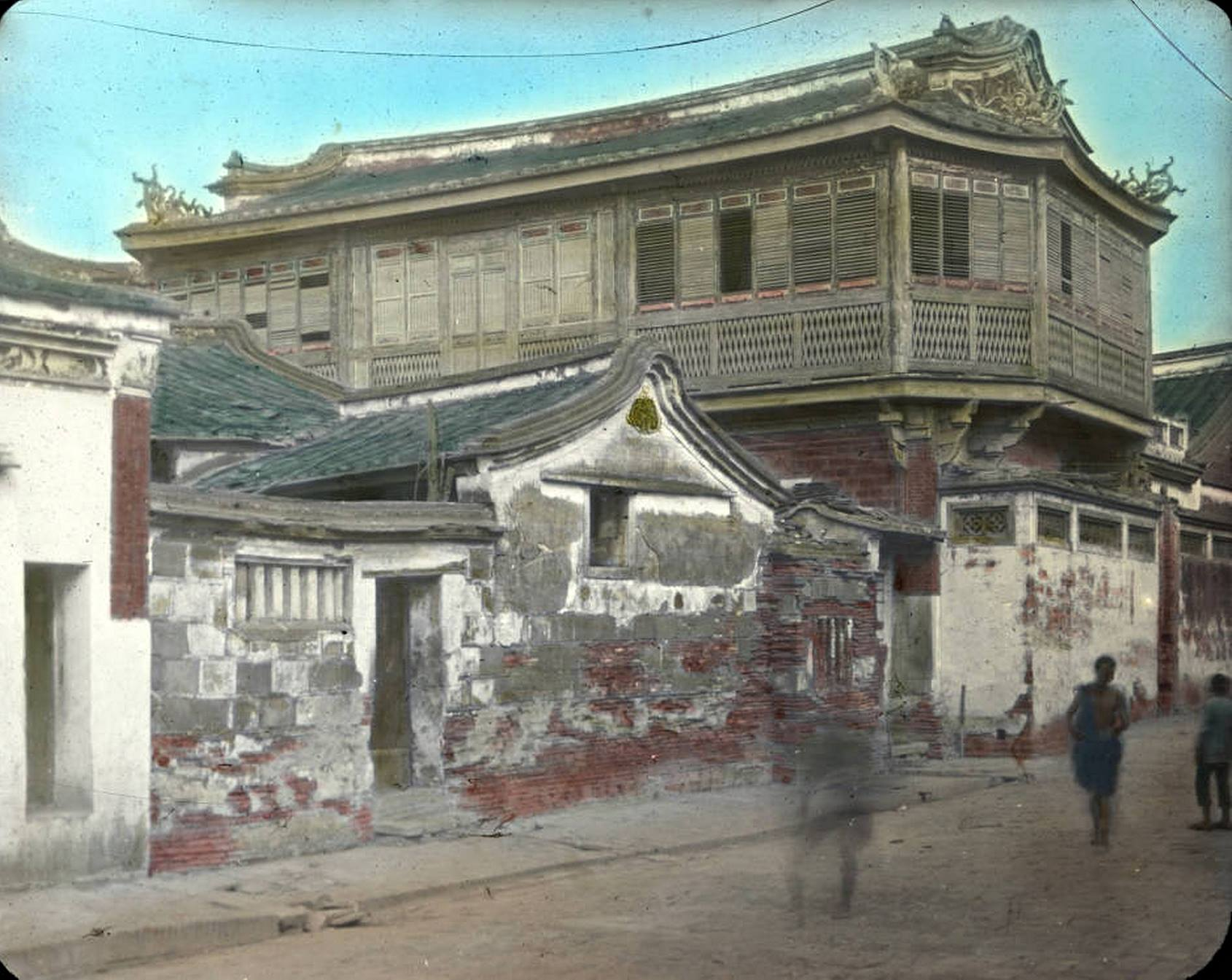
達飛聲所拍攝的鹽水八角樓
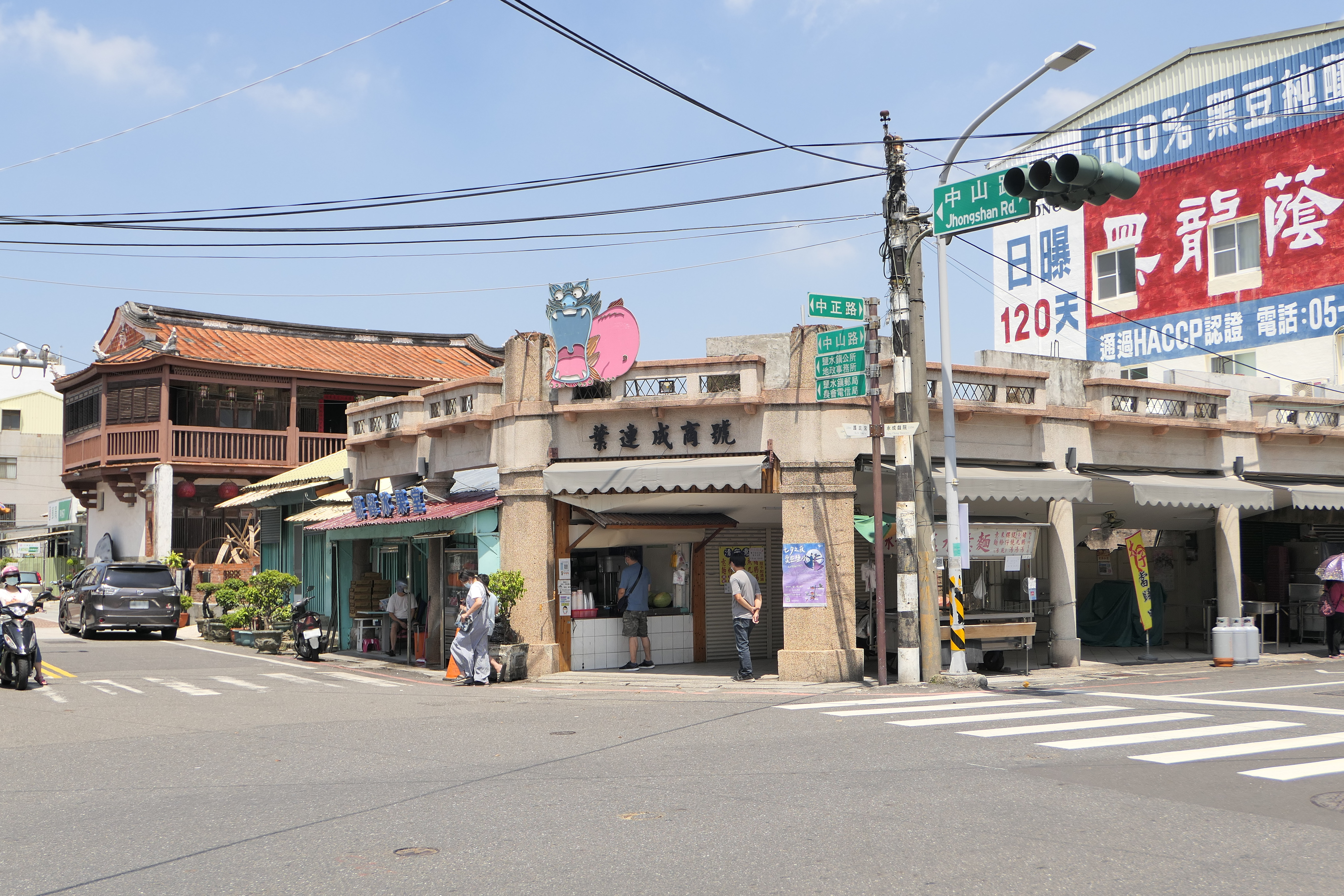
葉家大宅第一進（商號）與第三進（八角樓）
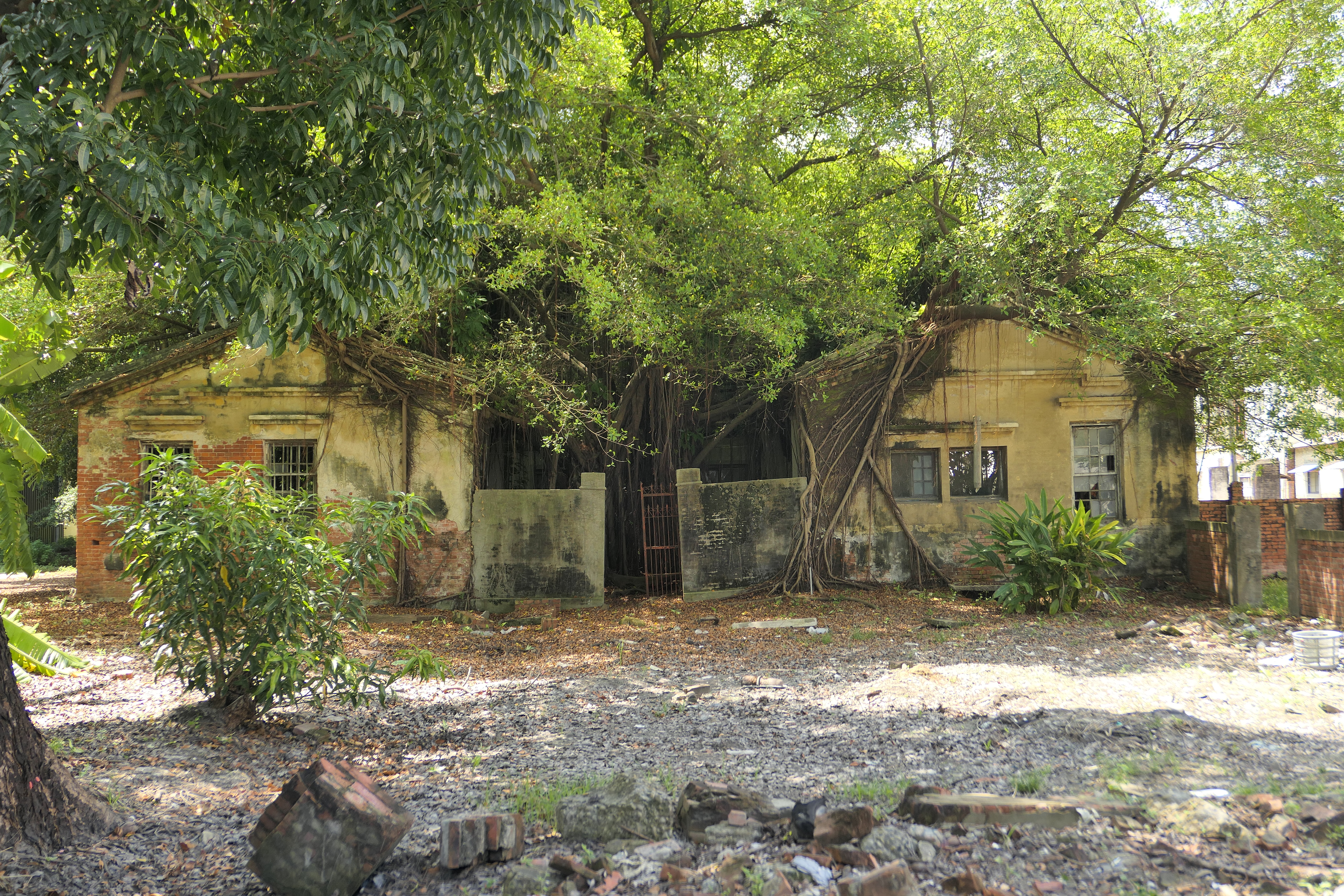
翁鍾五故居，利用原葉家大宅第二進建材建成